# 순환 호몰로지
호몰로지 대수학에서 순환 호몰로지(循環homology, 영어: cyclic homology)와 순환 코호몰로지(循環cohomology, 영어: cyclic cohomology)는 비가환일 수 있는 결합 대수에 대하여 정의되는 호몰로지 · 코호몰로지 이론이다. 드람 코호몰로지의 일종의 비가환 일반화이며, 호흐실트 호몰로지 · 호흐실트 코호몰로지와 깊은 관계를 갖는다.

## 정의
순환 (코)호몰로지는 다양한 방법으로 정의될 수 있다.
- 결합 대수의 순환 (코)호몰로지는 호흐실트 (코)호몰로지를 정의하는 (공)사슬 복합체의 특별한 부분 (공)사슬 복합체의 (코)호몰로지로 정의될 수 있다.
- 보다 일반적으로, 임의의 범주 속에서, 단체 대상과 유사한 개념인 순환 대상의 개념을 정의할 수 있다. 이 개념을 사용하여, 순환 호몰로지는 어떤 특별한 Tor 함자로서 정의될 수 있다. 마찬가지로, 순환 코호몰로지는 어떤 특별한 Ext 함자로서 정의될 수 있다.

### 순환 코호몰로지의 기초적 정의
가환환 {\displaystyle K} 위의 (항등원을 갖는) 결합 대수 {\displaystyle A}가 주어졌다고 하자. {\displaystyle A}는 {\displaystyle (A,A)}-쌍가군을 이루며, 그 {\displaystyle K}-쌍대 가군 {\displaystyle A^{\vee }=\hom _{\operatorname {Vect} _{K}}(A,K)} 역시 {\displaystyle (A,A)}-쌍가군을 이룬다.
그렇다면, {\displaystyle A}의 호흐실트 공사슬 복합체(영어: Hochschild cochain complex)는 다음과 같은 {\displaystyle K}-공사슬 복합체이다.
{\displaystyle C^{n}(A,A^{\vee })=\hom _{K}(A^{\otimes n},A^{\vee })}
{\displaystyle \mathrm {d} \colon C^{n}(A,A^{\vee })\to C^{n}(A,A^{\vee })}
{\displaystyle \mathrm {d} \phi (a_{0},\dotsc ,a_{n+1})=(-)^{n+1}\phi (a_{n+1}x_{0},\dotsc ,a_{n})+\sum _{i=0}^{n}(-)^{i}\phi (a_{0},\dotsc ,a_{i}a_{i+1},\dotsc ,a_{n+1})}
그 코호몰로지는 {\displaystyle A^{\vee }} 계수의 호흐실트 코호몰로지 {\displaystyle \operatorname {HH} ^{\bullet }(A;A^{\vee })}이다.
이제, 이 공사슬 복합체 위의, 정의역의 원소의 순서쌍 성분들에 순환 순열을 가하는 공사슬 복합체 자기 동형 사상
{\displaystyle T\colon C^{\bullet }(A;A^{\vee })\to C^{\bullet }(A;A^{\vee })}
{\displaystyle T\phi (a_{0},\dotsc ,a_{n})=(-)^{n}\phi (a_{n},a_{0},\dotsc ,a_{n-1})}
을 생각하자.:286, Definition 2.1 이 자기 동형의 고정점으로 구성된 부분 벡터 공간
{\displaystyle C_{\mathrm {cyc} }^{\bullet }(A)=\{\phi \in C^{\bullet }(A,A^{\vee })\colon T\phi =\phi \}}
들은 공경계 사상 {\displaystyle \mathrm {d} }에 대하여 닫혀 있어, 부분 공사슬 복합체를 이룬다.:286, Lemma 2.1 그 코호몰로지
{\displaystyle \operatorname {HC} ^{\bullet }(A)}
를 {\displaystyle A}의 순환 코호몰로지라고 한다.:286, Definition 2.2

### 순환 호몰로지의 기초적 정의
가환환 {\displaystyle K} 위의 (항등원을 갖는) 결합 대수 {\displaystyle A}가 주어졌다고 하자. 그렇다면, 텐서곱 {\displaystyle A^{\otimes _{K}n}}을 정의할 수 있으며, 이는 {\displaystyle (A,A)}-쌍가군을 이룬다.
또한, 다음과 같은 호흐실트 경계 연산자(Hochschild境界演算子, 영어: Hochschild boundary operator)를 정의할 수 있다.:8–9, §1.1.1
{\displaystyle \partial \colon A^{\otimes _{K}n}\to A^{\otimes _{K}(n-1)}}
{\displaystyle {\begin{aligned}\partial \colon a_{0}\otimes _{K}\dotsb \otimes _{K}a_{n}\mapsto a_{0}a_{1}\otimes _{K}a_{2}\otimes _{K}\dotsb \otimes _{K}a_{n}+\sum _{i=1}^{n-1}(-)^{i}a_{0}\otimes _{K}\dotsb a_{i-1}\otimes _{K}a_{i}a_{i+1}\otimes _{K}a_{i+2}\otimes _{K}a_{n}\\\qquad +(-)^{n}a_{n}a_{0}\otimes _{K}a_{1}\otimes _{K}\dotsb \otimes _{K}a_{n-1}\end{aligned}}}
그렇다면,
{\displaystyle \partial ^{2}=0}
이므로:9, Lemma 1.1.2 {\displaystyle (A^{\otimes _{K}\bullet },\partial )}은 {\displaystyle K}-사슬 복합체
{\displaystyle \dotsb {\xrightarrow {\partial }}A^{\otimes _{K}3}{\xrightarrow {\partial }}A^{\otimes _{K}2}{\xrightarrow {\partial }}A}
를 이룬다. 이 사슬 복합체의 {\displaystyle n}차 대상은 {\displaystyle A^{\otimes _{K}(n+1)}}이다. 이를 호흐실트 사슬 복합체(Hochschild사슬複合體, 영어: Hochschild chain complex)라고 하며,:9, §1.1.3 그 호몰로지는 {\displaystyle A}의 {\displaystyle A}계수 호흐실트 호몰로지 {\displaystyle \operatorname {HH} _{\bullet }(A;A)}이다.
또한, 다음과 같은 콘 경계 연산자(Connes境界演算子, 영어: Connes boundary operator) {\displaystyle B}를 정의할 수 있다.:57, (2.1.7.3)
{\displaystyle B\colon A^{\otimes _{K}(n+1)}\to A^{\otimes _{K}(n+2)}}
{\displaystyle {\begin{aligned}B\colon a_{0}\otimes _{K}\dotsb \otimes _{K}a_{n}\mapsto \sum _{i=0}^{n}(-)^{ni}1\otimes _{K}a_{i}\otimes _{K}\dotsc \otimes _{K}a_{n}\otimes _{K}a_{0}\otimes _{K}\dotsb \otimes _{K}a_{i-1}\\\qquad -(-)^{ni}a_{i}\otimes _{K}1\otimes _{K}a_{i+1}\otimes _{K}\otimes _{K}a_{n}\otimes _{K}a_{0}\otimes _{K}\dotsb \otimes _{K}a_{i-1}\end{aligned}}}
그렇다면,
{\displaystyle B\partial =-\partial B}
이므로:57, (2.1.7.2) 이는 호흐실트 호몰로지의 사상
{\displaystyle B_{*}\colon \operatorname {HH} _{\bullet }(A;A)\to \operatorname {HH} _{\bullet +1}(A;A)}
을 정의한다.
호흐실트 경계 연산자 {\displaystyle \partial }와 콘 경계 연산자 {\displaystyle B}는 다음과 같은 이중 복합체를 정의한다.
{\displaystyle {\begin{matrix}\vdots &&\vdots &&\vdots \\{\scriptstyle \partial }\downarrow {\color {White}\scriptstyle \partial }&&{\scriptstyle \partial }\downarrow {\color {White}\scriptstyle \partial }&&{\scriptstyle \partial }\downarrow {\color {White}\scriptstyle \partial }\\A^{\otimes _{K}3}&{\overset {B}{\leftarrow }}&A^{\otimes _{K}2}&{\overset {B}{\leftarrow }}&A\\{\scriptstyle \partial }\downarrow {\color {White}\scriptstyle \partial }&&{\scriptstyle \partial }\downarrow {\color {White}\scriptstyle \partial }\\A^{\otimes _{K}2}&{\overset {B}{\leftarrow }}&A\\{\scriptstyle \partial }\downarrow {\color {White}\scriptstyle \partial }\\A\end{matrix}}}
이 이중 복합체를 {\displaystyle {\mathcal {B}}(A)}라고 하면, 각 차수에서의 성분은
{\displaystyle {\mathcal {B}}(A)_{m,n}={\begin{cases}A^{\otimes _{K}(n-m+1)}&m\leq n\\0&m>n\end{cases}}}
이다. 이 이중 복합체의 전체 복합체
{\displaystyle \operatorname {Tot} _{p}({\mathcal {B}}(A))=\bigoplus _{m+n=p}{\mathcal {B}}(A)_{m,n}}
를 생각하자. 그렇다면, 그 호몰로지를 {\displaystyle A}의 순환 호몰로지라고 한다.:58, Theorem 2.1.8
{\displaystyle \operatorname {H} _{\bullet }(\operatorname {Tot} ({\mathcal {B}}(A)))=\operatorname {HC} _{\bullet }(A)}

### 순환 호몰로지의 순환 이중 복합체를 통한 정의
가환환 {\displaystyle K} 위의 결합 대수 {\displaystyle A}가 주어졌다고 하자.  그렇다면, 텐서곱 {\displaystyle A^{\otimes _{K}n}}을 정의할 수 있으며, 이는 {\displaystyle (A,A)}-쌍가군을 이룬다.
이제, 다음과 같은 연산자들을 정의하자.
{\displaystyle \partial ^{i}\colon A^{\otimes _{K}(n+1)}\to A^{\otimes _{K}n}}
{\displaystyle \partial ^{0}\colon a_{0}\otimes _{K}\dotsb \otimes a_{n}\mapsto a_{0}a_{1}\otimes _{K}a_{2}\otimes _{K}\dotsb \otimes _{K}a_{n}}
{\displaystyle \partial ^{i}\colon a_{0}\otimes _{K}\dotsb \otimes a_{n}\mapsto (a_{0}\otimes _{K}\dotsb \otimes _{K}a_{i-1}\otimes _{K}a_{i}a_{i+1}\otimes _{K}a_{i+2}\otimes _{K}\dotsb \otimes _{K}a_{n}\qquad (1\leq i<n)}
{\displaystyle \partial ^{n}\colon a_{0}\otimes _{K}\dotsb \otimes a_{n}\mapsto a_{n}a_{0}\otimes _{K}a_{1}\otimes _{K}\dotsb \otimes _{K}a_{n-1}}
그렇다면 호흐실트 경계 연산자는
{\displaystyle \partial =\sum _{i=0}^{n}(-)^{i}\partial ^{i}}
이다. 마찬가지로,
{\displaystyle \partial '=\sum _{i=0}^{n-1}(-)^{i}\partial ^{i}}
을 정의할 수 있다. 그렇다면, {\displaystyle (A^{\otimes _{K}(\bullet +2)},\partial ')} 역시 사슬 복합체
{\displaystyle \dotsb {\xleftarrow {\partial '}}A^{\otimes _{K}4}{\xleftarrow {\partial '}}A^{\otimes _{K}3}{\xleftarrow {\partial '}}A^{\otimes _{K}2}}
를 이룬다.
또한, {\displaystyle A^{\otimes _{K}n}} 위에는 다음과 같은, 순환군 {\displaystyle \operatorname {Cyc} (n)=\langle t|t^{n}=1\rangle }의 {\displaystyle K}-선형 표현이 존재한다.
{\displaystyle t\cdot \left(a_{0}\otimes _{K}a_{1}\otimes _{K}\dotsb \otimes _{K}a_{n-1}\right)=(-)^{n-1}a_{n-1}\otimes _{K}a_{0}\otimes _{K}a_{1}\otimes _{K}\dotsb \otimes _{K}a_{n-2}}
또한, 다음과 같은 연산자를 정의할 수 있다.
{\displaystyle N\colon A^{\otimes _{K}n}\to A^{\otimes _{K}n}}
{\displaystyle N=1+t+\dotsb +t^{n-1}}
이들은 다음을 만족시킨다.:53, Lemma 2.1.1
{\displaystyle (1-t)\circ \partial '=\partial \circ (1-t)}
{\displaystyle \partial '\circ N=N\circ \partial }
이에 따라, 다음과 같은 순환 이중 복합체(영어: cyclic bicomplex)를 정의할 수 있다.
{\displaystyle {\begin{matrix}A^{\otimes _{K}1}&{\overset {\partial }{\leftarrow }}&A^{\otimes _{K}2}&{\overset {\partial }{\leftarrow }}&A^{\otimes _{K}3}&{\overset {\partial }{\leftarrow }}&A^{\otimes _{K}4}&{\overset {\partial }{\leftarrow }}&\dotsm \\{\scriptstyle 1-t}\uparrow {\scriptstyle \color {White}1-t}&&{\scriptstyle 1-t}\uparrow {\scriptstyle \color {White}1-t}&&{\scriptstyle 1-t}\uparrow {\scriptstyle \color {White}1-t}&&{\scriptstyle 1-t}\uparrow {\scriptstyle \color {White}1-t}\\A^{\otimes _{K}1}&{\overset {-\partial '}{\leftarrow }}&A^{\otimes _{K}2}&{\overset {-\partial '}{\leftarrow }}&A^{\otimes _{K}3}&{\overset {-\partial '}{\leftarrow }}&A^{\otimes _{K}4}&{\overset {-\partial '}{\leftarrow }}&\dotsm \\{\scriptstyle N}\uparrow {\scriptstyle \color {White}N}&&{\scriptstyle N}\uparrow {\scriptstyle \color {White}N}&&{\scriptstyle N}\uparrow {\scriptstyle \color {White}N}&&{\scriptstyle N}\uparrow {\scriptstyle \color {White}N}\\A^{\otimes _{K}1}&{\overset {\partial }{\leftarrow }}&A^{\otimes _{K}2}&{\overset {\partial }{\leftarrow }}&A^{\otimes _{K}3}&{\overset {\partial }{\leftarrow }}&A^{\otimes _{K}4}&{\overset {\partial }{\leftarrow }}&\dotsm \\{\scriptstyle 1-t}\uparrow {\scriptstyle \color {White}1-t}&&{\scriptstyle 1-t}\uparrow {\scriptstyle \color {White}1-t}&&{\scriptstyle 1-t}\uparrow {\scriptstyle \color {White}1-t}&&{\scriptstyle 1-t}\uparrow {\scriptstyle \color {White}1-t}\\A^{\otimes _{K}1}&{\overset {-\partial '}{\leftarrow }}&A^{\otimes _{K}2}&{\overset {-\partial '}{\leftarrow }}&A^{\otimes _{K}3}&{\overset {-\partial '}{\leftarrow }}&A^{\otimes _{K}4}&{\overset {-\partial '}{\leftarrow }}&\dotsm \\{\scriptstyle N}\uparrow {\scriptstyle \color {White}N}&&{\scriptstyle N}\uparrow {\scriptstyle \color {White}N}&&{\scriptstyle N}\uparrow {\scriptstyle \color {White}N}&&{\scriptstyle N}\uparrow {\scriptstyle \color {White}N}\\\vdots &&\vdots &&\vdots &&\vdots \end{matrix}}}
이를 {\displaystyle \operatorname {CC} _{\bullet ,\bullet }(A)}라고 하자. 즉,
{\displaystyle \operatorname {CC} _{m,n}(A)=A^{\otimes _{K}(n+1)}}
이다.
그렇다면, 순환 호몰로지는 순환 이중 복합체의 전체 복합체의 호몰로지이다.
{\displaystyle \operatorname {HC} _{\bullet }(A)=\operatorname {H} _{\bullet }(\operatorname {Tot} (\operatorname {CC} (A)))}

### 위상수학적 정의
다음이 주어졌다고 하자.
- 가환환 {\displaystyle K}
- {\displaystyle \operatorname {Mod} _{K}} 속의 순환 대상 {\displaystyle M}

그렇다면, {\displaystyle \operatorname {Mod} _{K}}-순환 대상들의 범주
{\displaystyle \hom(\triangle _{\operatorname {Cyc} }^{\operatorname {op} },\operatorname {Mod} _{K})}
역시 아벨 범주를 이루므로 Ext 함자를 정의할 수 있으며, 또한 순환 가군의 텐서곱 함자를 정의할 수 있으므로 그 유도 함자로서 Tor 함자를 정의할 수 있다.
{\displaystyle M}의 순환 호몰로지는 Tor 함자
{\displaystyle \operatorname {HC} _{n}(M)=\operatorname {Tor} _{n}^{\hom(\triangle _{\operatorname {Cyc} }^{\operatorname {op} },\operatorname {Mod} _{K})}(K,M)}
이다.:213, Theorem 6.2.8 마찬가지로 {\displaystyle M}의 순환 코호몰로지는 Ext 함자
{\displaystyle \operatorname {HC} ^{n}(M)=\operatorname {Ext} _{\hom(\triangle _{\operatorname {Cyc} }^{\operatorname {op} },\operatorname {Mod} _{K})}^{n}(M,K)}
이다.:214, Theorem 6.2.9 (만약 순환 범주 {\displaystyle \triangle _{\operatorname {Cyc} }} 대신 단체 범주 {\displaystyle \triangle }를 사용하면, 대신 호흐실트 호몰로지:212, Theorem 6.2.2와 호흐실트 코호몰로지:213, §6.2.6를 얻는다.
{\displaystyle K}-결합 대수 {\displaystyle A}의 경우, 어떤 특별한 순환 가군 {\displaystyle C(A)\colon \triangle _{\operatorname {Cyc} }^{\operatorname {op} }\to \operatorname {Mod} _{K}}를 대응시킬 수 있으며, 결합 대수의 순환 (코)호몰로지는 {\displaystyle C(A)}의 순환 (코)호몰로지를 말한다.
그 구성은 다음과 같다.

## 성질
순환 코호몰로지와 호흐실트 코호몰로지 사이를 잇는, 일종의 긴 완전열이 존재한다.
구체적으로, 표수 0의 체 {\displaystyle K} 위의 결합 대수 {\displaystyle A}가 주어졌다고 하자. 그렇다면, 위와 같이 호흐실트 코호몰로지를 정의하는 공사슬 복합체 {\displaystyle C^{\bullet }(A)} 및 순환 코호몰로지를 정의하는 부분 공사슬 복합체
{\displaystyle \iota \colon C_{\mathrm {cyc} }^{\bullet }(A)\to C^{\bullet }(A)}
가 존재한다. 즉, 이는 공사슬 복합체의 짧은 완전열
{\displaystyle 0\to C_{\mathrm {cyc} }^{\bullet }(A){\xrightarrow {\iota }}C^{\bullet }(A)\to {\frac {C^{\bullet }(A)}{C_{\mathrm {cyc} }^{\bullet }(A)}}\to 0}
을 정의하며, 이에 따라 긴 완전열
{\displaystyle \dotsb \to \operatorname {HC} ^{n}(A)\to \operatorname {HH} ^{n}(A)\to \operatorname {H} ^{n}\left({\frac {C^{\bullet }(A)}{C_{\mathrm {cyc} }^{\bullet }(A)}}\right)\to \operatorname {HC} ^{n+1}(A)\to \dotsb }
을 얻는다. 그런데
{\displaystyle \operatorname {H} ^{n}\left({\frac {C^{\bullet }(A)}{C_{\mathrm {cyc} }^{\bullet }(A)}}\right)\cong \operatorname {HC} ^{n-1}(A)}
임을 보일 수 있다. 즉, 다음과 같은 긴 완전열이 존재한다.
{\displaystyle \dotsb \to \operatorname {HC} ^{n}(A)\to \operatorname {HH} ^{n}(A)\to \operatorname {HC} ^{n-1}(A)\to \operatorname {HC} ^{n+1}(A)\to \operatorname {HH} ^{n+1}(A)\to \operatorname {HC} ^{n}(A)\to \operatorname {HC} ^{n+2}(A)\to \dotsb }
이를 콘 완전열(Connes完全列, 영어: Connes exact sequence)이라고 하며,:287, §2 특히 연결 사상 {\displaystyle \operatorname {HC} ^{n-1}(A)\to \operatorname {HC} ^{n+1}(A)}을 콘 주기 연산자(Connes週期演算子, 영어: Connes periodicity operator)라고 한다.:287, §2:61, Theorem 2.2.1
콘 주기성을 사용하여, 순환 코호몰로지 군들의 귀납적 극한
{\displaystyle \operatorname {HP} ^{i}(A)=\varinjlim \operatorname {HC} ^{i+2\bullet }(A)\qquad (i\in \{0,1\})}
을 정의할 수 있다. 이를 주기 순환 코호몰로지(週期循環cohomology, 영어: periodic cyclic cohomology)라고 하며,:287, §2 복소수 계수 위상 K군과 마찬가지로 두 개가 존재한다.

## 예
{\displaystyle \operatorname {Spec} A}가 표수 0의 체 {\displaystyle K} 위의 매끄러운 아핀 스킴이라고 하자. 그렇다면, {\displaystyle A}의 순환 코호몰로지와 (그 스펙트럼의) 대수적 드람 코호몰로지 사이의 관계는 다음과 같다.
{\displaystyle \operatorname {HC} ^{n}(A)\cong {\frac {\Omega ^{n}A}{\mathrm {d} \Omega ^{n-1}A}}\oplus \bigoplus _{i\geq 1}\operatorname {H} _{\mathrm {dR} }^{n-2i}(\operatorname {Spec} A)}
여기서
{\displaystyle \operatorname {H} _{\mathrm {dR} }^{n}(-)=\operatorname {H} ^{n}(\Omega ^{\bullet }(-))}
는 알렉산더 그로텐디크의 대수적 드람 코호몰로지이다.

## 역사
알랭 콘과 보리스 치간(우크라이나어: Бори́с Л. Ци́ган, 러시아어: Бори́с Л. Цыга́н, 영어: Boris L. Tsygan)이 1980년대에 독자적으로 도입하였다. 콘의 이론은 원래 코호몰로지를 기반으로 하였지만, 치간의 이론은 원래 호몰로지를 기반으로 하였다.
콘은 순환 코호몰로지의 이론을 1981년 독일에서 열린 학회에서 최초로 발표하였으며,:283, §1 1983년에 “순환 코호몰로지”(프랑스어: cohomologie cyclique)라는 용어를 최초로 사용하였다.
콘의 원래 목적은 알렉산더 그로텐디크가 정의한 대수적 드람 코호몰로지를 비가환 결합 대수에 대하여 일반화하기 위한 것이었으며, 콘의 원래 정의는 호흐실트 호몰로지를 정의하는 사슬 복합체의 변형을 통한 것이었다. 1983년에 알랭 콘은 순환 대상의 개념을 도입하였으며, 이를 사용하여 순환 (코)호몰로지를 추상적으로 정의하였다.

## 같이 보기
- 비가환 기하학